# Credito Sannite
Il Credito Sannite è stata una banca italiana.

## Storia
Il Credito Sannite, società per azioni, fu costituito il 25 febbraio 1912, dalla volontà dei tanti imprenditori e soci di Benevento sottoscrittori delle quote di partecipazione. L'istituto di credito è stato un punto di riferimento per molti imprenditori sanniti.
Il Consiglio di amministrazione del 9 giugno 1977 approvò la fusione per incorporazione (avvenuta il 16 dicembre successivo) del Credito Sannite, insieme alla Banca di Credito e Sovvenzioni di Reggio Calabria e alla Società Bancaria Napoletana di San Giuseppe Vesuviano, nella Banca di Calabria.